# Mascarello
Mascarello Carrocerias e Ônibus Ltda. es una empresa brasileña fabricante de autobuses. Fue fundada en 2003 en la ciudad de Cascavel, estado de Paraná,  originalmente como una industria metal-mecánica en el rubro agrícola, pero en ese mismo año, se formó la división de Carrocerías para Buses.

## Historia
Comenzó sus actividades productoras de pequeños modelos (minibús) y poco a poco pasó a diseñar y construir modelos más grandes.
En febrero de 2011 llegó a fabricar 10.000 unidades y en 2013 esta cifra se elevó a las 15.000 unidades.
Ha exportado a países como Costa Rica, Sudáfrica, Chile, Ghana, entre otros, con fuerte presencia en el mercado.

## Modelos
Actuales
- Roma 330 (2009 - )
- Gran Midi 2011 (2011 - )
- Gran Via 2011 (2011 - )
- Gran Via Low Entry 2011 (2011 - )
- Gran Via Midi 2011 (2011 - )
- Gran Via BRS (2012 - )
- Granmetro (2012 - )
- Gran Via 2014 (2014 - )
- Gran Via Midi 2014 (2014 - )
- Granmetro Low Entry (2014 - )
- Roma M2 (2015 - )
- Roma M4 (2015 - )
- Roma R4 (2015 - )
- Roma R6 (2015 - )
- Roma R8 (2015 - )
- Gran micro S2 (2016 - )
- Gran micro S3 (2016 - )
- Gran micro S4 (2017 - )

Descontinuados
- Gran Mini (2003 - 2007)
- Gran Micro (2003 - 2010)
- Gran Via Low Entry (2004 - 2011)
- Gran Via Midi (2004 - 2011)
- Gran Via (2004 - 2011)
- Gran Flex (2005 - 2008)
- Gran Midi (2005 - 2011)
- Gran Mini 2007 (2007 - 2011)
- Roma 350 (2007 - 2013)
- Roma MD (2008 - 2015)
- Gran Via Articulado (2010 - 2011)
- Gran Micro 2010 (2010 - 2013)
- Roma 370 (2011 - 2015)
- Roma 310 (2011 - 2015)
- Roma 350 2013 (2013 - 2015)
- Gran Micro 2013 (2013 - 2016)
- Gran Mini 2011 (2011 - 2016)

## Galería

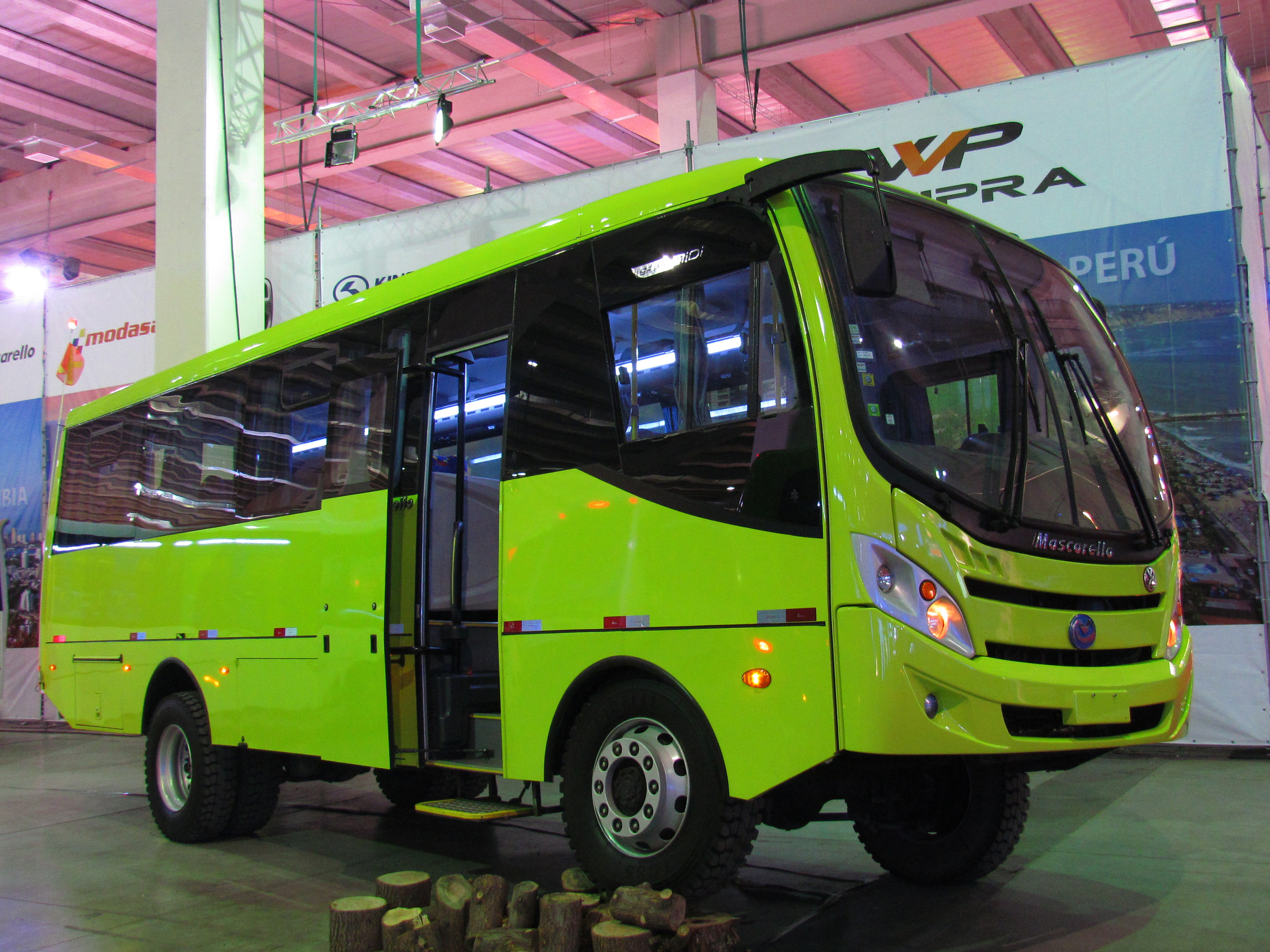
Mascarello Gran MiDi
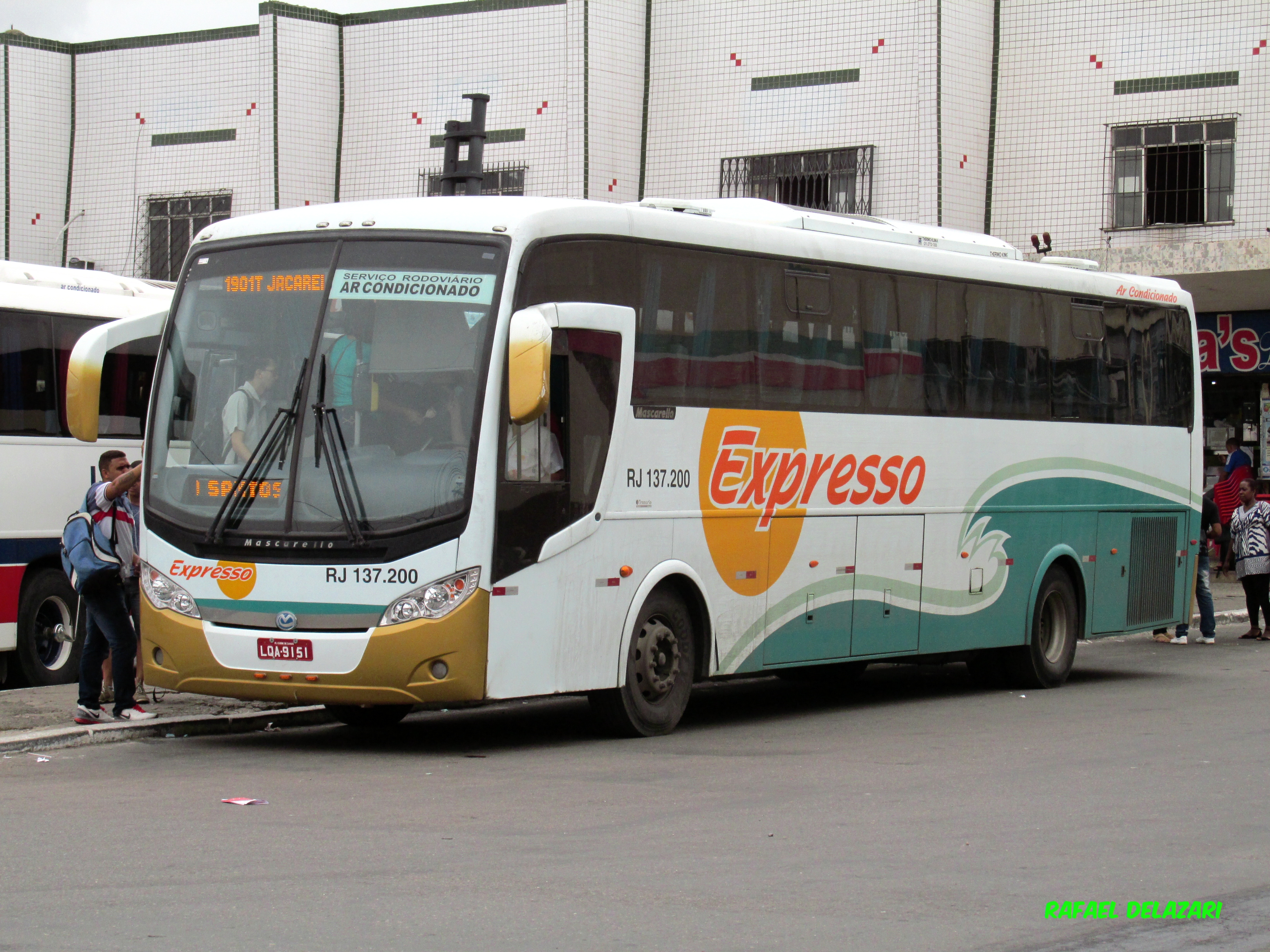
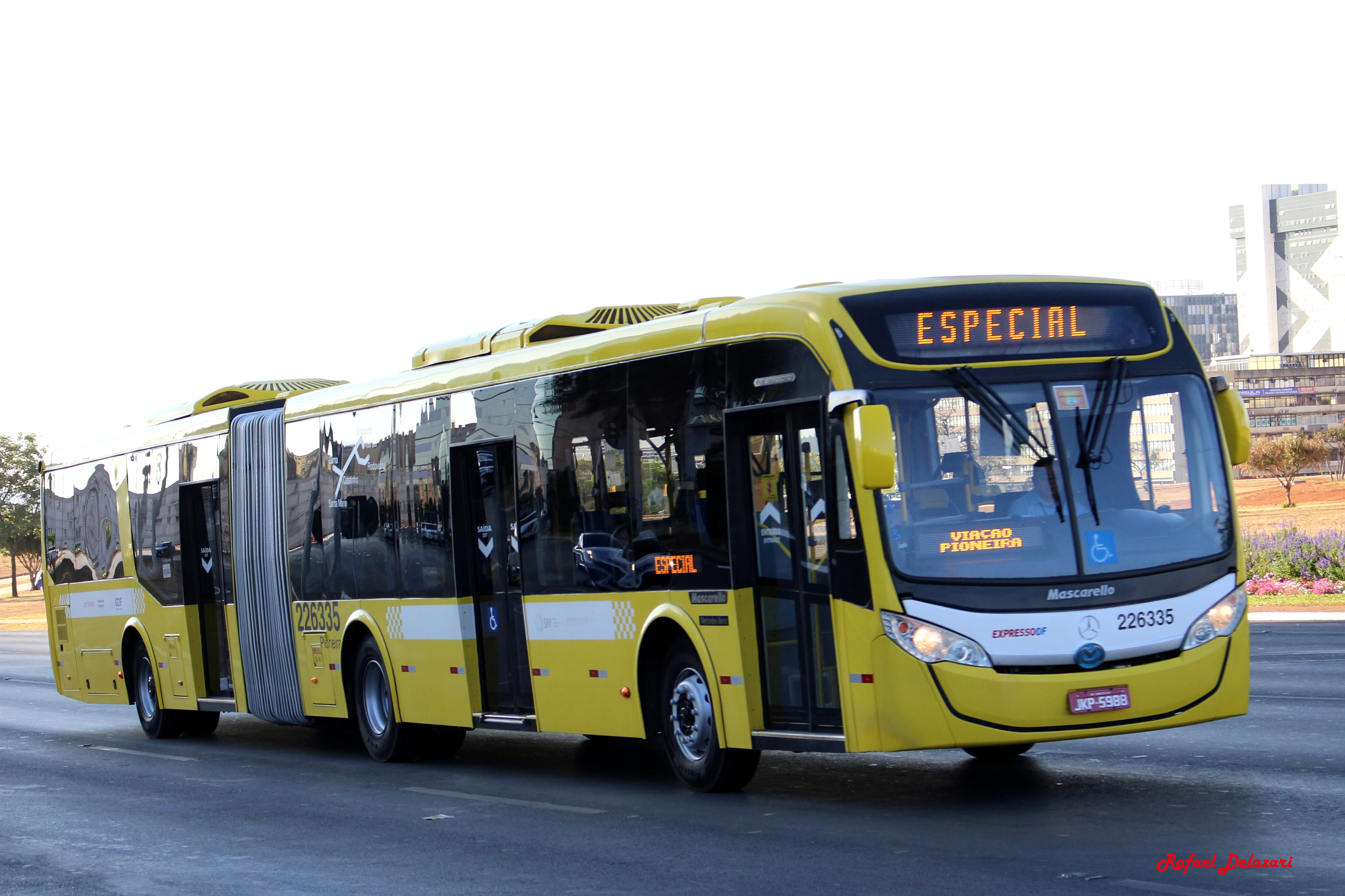
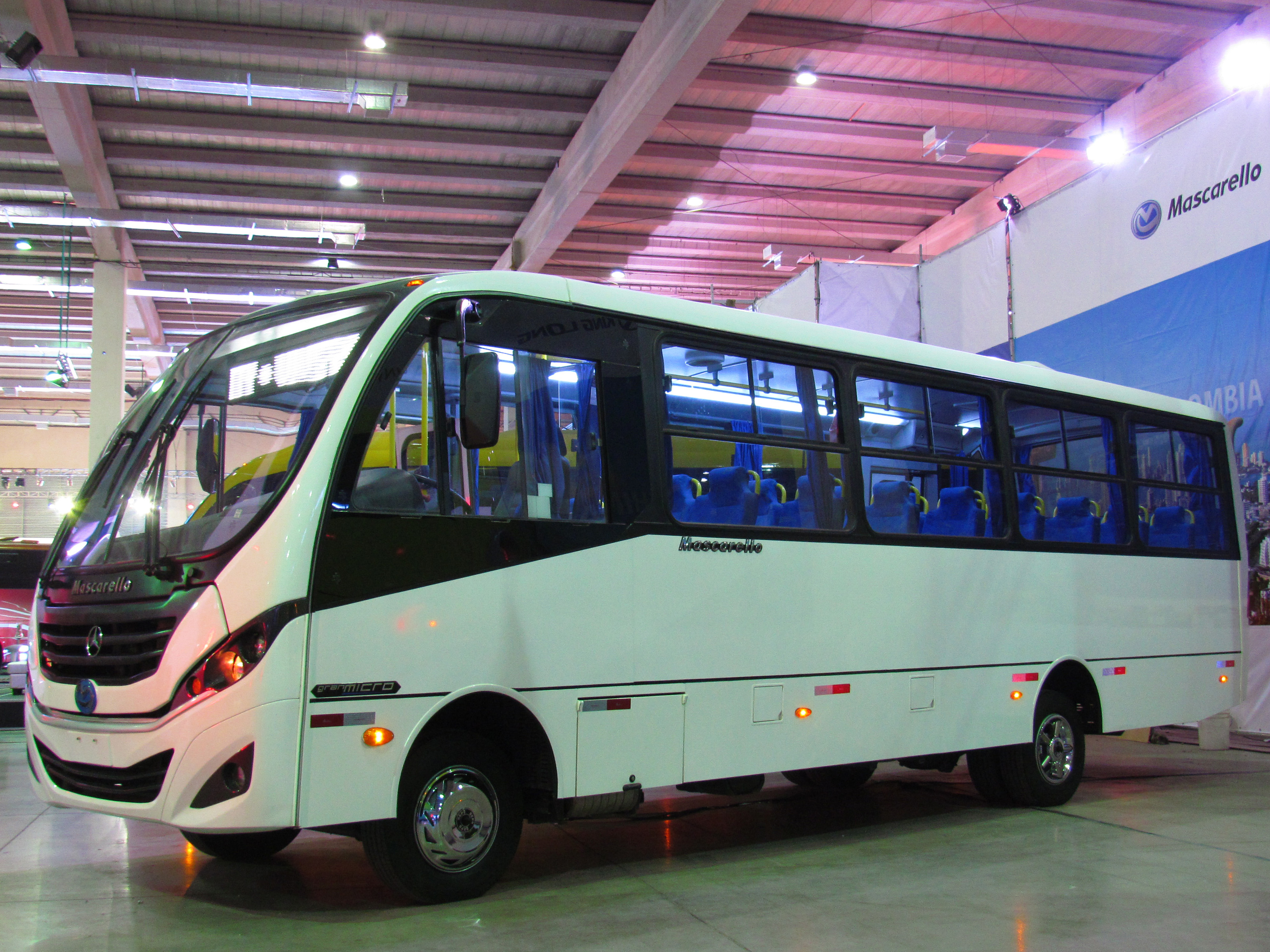
Mascarello Gran Micro